# Claes Oldenburg

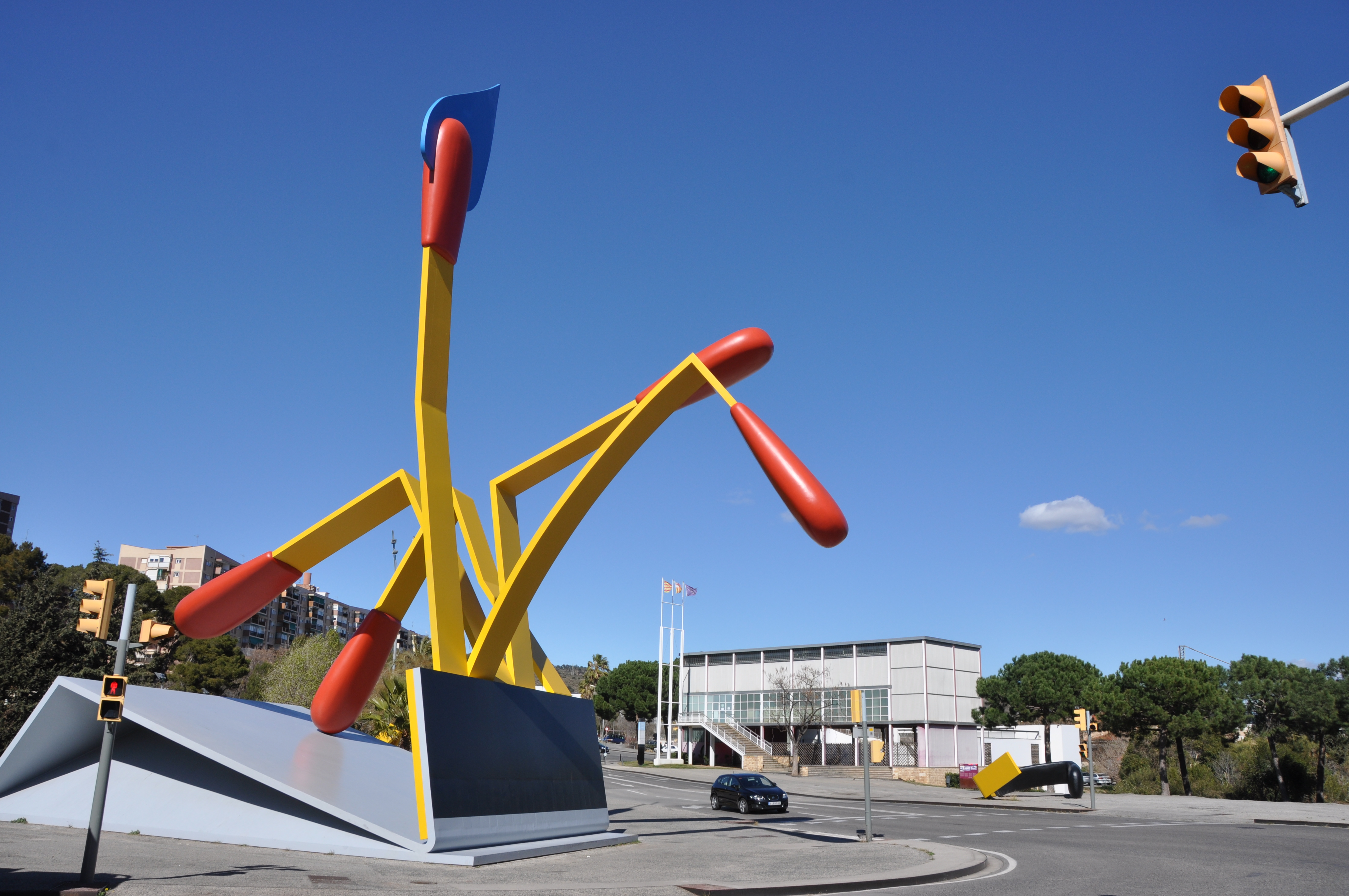
Praca artysty w Barcelonie

Claes Oldenburg (ur. 28 stycznia 1929 w Sztokholmie, zm. 18 lipca 2022 w Nowym Jorku) – amerykański rzeźbiarz pochodzenia szwedzkiego; odznaczony Narodowym Medalem Sztuk.

## Życiorys
Zasłynął jako autor oryginalnych prac, tworzonych na przykład ze sztucznego futra lub plastiku. Jego najsłynniejsze wystawy to Ulica (między innymi rzeźby przedstawiające śmieci) oraz Sklep.